# 高橋ヨシキのシネマストリップ
「高橋ヨシキのシネマストリップ」は、NHKラジオ第1放送の番組『すっぴん!』内の高橋ヨシキによる映画紹介コーナーである。

## 紹介された映画
| 放送日         | 映画名 | 備考                           | 収録書籍 |
| -------------- | --- | ------------------------------ | -------- |
| 2015年04月03日 | 『未来惑星ザルドス』(1974年・イギリス) |                                | (2017)   |
| 2015年04月10日 | 『マッドマックス』シリーズ |                                | (2017)   |
| 2015年04月17日 | 『ブルー・ベルベット』（1986年・アメリカ） | デヴィッド・リンチ特集         | (2017)   |
| 2015年04月24日 | 『インディ・ジョーンズ』シリーズ |                                |          |
| 2015年05月01日 | 『ヤコペッティの残酷大陸』（1971年・イタリア） |                                | (2017)   |
| 2015年05月08日 | 『スター・ウォーズ エピソード4/新たなる希望』 |                                | (2017)   |
| 2015年05月15日 | 『26世紀青年』 |                                | (2017)   |
| 2015年05月22日 | 『ペイン&ゲイン 史上最低の一攫千金』 |                                | (2017)   |
| 2015年05月29日 | 『猿の惑星』シリーズ |                                |          |
| 2015年06月05日 | 『ジョーズ』 |                                |          |
| 2015年06月12日 | 『ゾンビ』 | ゾンビ特集                     | (2017)   |
| 2015年06月19日 | 『バタリアン』 | ゾンビ特集                     | (2017)   |
| 2015年07月10日 | 『ミディアン』 |                                | (2017)   |
| 2015年07月17日 | 『ネットワーク』 |                                | (2017)   |
| 2015年09月04日 | 『マッドマックス 怒りのデス・ロード』 |                                |          |
| 2015年09月25日 | 『ゼイリブ』『ウォッチメン』 | 今、ぜひ見るべき映画特集 part1 | (2017)   |
| 2015年10月02日 | 『キャバレー』 |                                | (2017)   |
| 2015年10月09日 | 『デス・レース2000年』 |                                | (2017)   |
| 2015年10月16日 | 『ビルとテッドの大冒険』、続編『ビルとテッドの地獄旅行』                                                                                                |                                | (2017)   |
| 2015年10月23日 | 『クリープショー』 |                                | (2017)   |
| 2015年10月30日 | 『グリーン・インフェルノ』 |                                |          |
| 2015年11月06日 | 『メリー・ポピンズ』 |                                | (2017)   |
| 2015年11月13日 | 『スペースバンパイア』 |                                | (2017)   |
| 2015年11月20日 | 「ヨシキさんおすすめの“超・爽やかな映画3本”」 1. 『フェイド TO ブラック』 2. 『トゥインクル・トゥインクル・キラー・カーン』 3. 『フォーリング・ダウン』 |                                | (2017)   |
| 2015年11月27日 | 『ゴッドファーザー PART III』 |                                |          |
| 2015年12月04日 | 『華氏451』 |                                | (2019)   |
| 2015年12月11日 | 『グレムリン2 新・種・誕・生』 |                                | (2017)   |
| 2015年12月18日 | 『ウィロー』 |                                |          |
| 2015年12月25日 | 『スター・ウォーズ/フォースの覚醒』 |                                |          |
| 2016年01月22日 | 『キングスマン』 |                                |          |
| 2016年01月29日 | 『ブリッジ・オブ・スパイ』 |                                |          |
| 2016年02月05日 | 『ラビリンス/魔王の迷宮』 |                                |          |
| 2016年02月12日 | 『オデッセイ』 |                                | (2017)   |
| 2016年02月26日 | 『死霊のはらわた』 |                                | (2017)   |
| 2016年03月04日 | 『ヘイトフル・エイト』 |                                | (2017)   |
| 2016年03月11日 | 『チャイナ・シンドローム』 |                                |          |
| 2016年04月22日 | ＜ブルース・リー特集＞ |                                |          |
| 2016年05月06日 | 『ブレードランナー』 |                                | (2017)   |
| 2016年05月13日 | 『ドラキュラ』(1992年・アメリカ) |                                | (2017)   |
| 2016年05月20日 | 『スペル』 |                                | (2017)   |
| 2016年05月27日 | 『ロボコップ』 | ポール・バーホーベン特集       | (2019)   |
| 2016年06月03日 | 『ブラックブック』 | ポール・バーホーベン特集       | (2017)   |
| 2016年06月10日 | 『SPETTERS/スペッターズ』 | ポール・バーホーベン特集       | (2017)   |
| 2016年06月17日 | 『スターシップ・トゥルーパーズ』 | ポール・バーホーベン特集       | (2019)   |
| 2016年06月24日 | 『ショーガール』 | ポール・バーホーベン特集       | (2017)   |
| 2016年07月01日 | 『デッドゾーン』 | クローネンバーグ特集           |          |
| 2016年07月08日 | 『モンティ・パイソン・アンド・ホーリー・グレイル』 |                                | (2017)   |
| 2016年07月15日 | 『クラッシュ』 | クローネンバーグ特集           |          |
| 2016年09月02日 | 『裸のランチ』(1991年・カナダ、イギリス) | クローネンバーグ特集           |          |
| 2016年09月09日 | 『コズモポリス』(2012年・カナダ他) | クローネンバーグ特集           |          |
| 2016年09月16日 | 『ザ・フライ』(1986年・アメリカ) | クローネンバーグ特集           |          |
| 2016年09月23日 | 「カナザワ映画祭」 |                                |          |
| 2016年10月07日 | 『サムシング・ワイルド』 |                                | (2017)   |
| 2016年10月14日 | 『ラリー・フリント』 |                                | (2017)   |
| 2016年10月21日 | 『フライトナイト』 |                                |          |
| 2016年10月28日 | 『キャビン』 |                                |          |
| 2016年11月04日 | 『エブリバディ・ウォンツ・サム!! 世界はボクらの手の中に』                                                                                               |                                |          |
| 2016年11月11日 | 『エド・ウッド』 |                                | (2017)   |
| 2016年11月18日 | 『愛と憎しみの伝説』 |                                |          |
| 2016年11月25日 | 『ベティ・ペイジ』 |                                |          |
| 2016年12月02日 | 『グレート・ボールズ・オブ・ファイヤー』 |                                |          |
| 2016年12月09日 | 『恋するリベラーチェ』 |                                |          |
| 2016年12月16日 | 『ゴッド・アンド・モンスター』 |                                |          |
| 2017年01月06日 | 『サウスパーク/無修正映画版』 |                                |          |
| 2017年01月13日 | 『ジャングル・ブック』 |                                |          |
| 2017年01月20日 | 『ジ・アメリカン・ウェイ』 |                                |          |
| 2017年02月03日 | 『キング・コング』(1933年・アメリカ) |                                |          |
| 2017年02月10日 | 『エスケープ・フロム・L.A.』 |                                |          |
| 2017年03月03日 | 『第5惑星』 |                                |          |
| 2017年03月10日 | 『料理長殿、ご用心』 |                                |          |
| 2017年03月17日 | 『トワイライトゾーン/超次元の体験』 |                                |          |
| 2017年04月07日 | 『ブラジルから来た少年』 |                                |          |
| 2017年04月21日 | 『エイリアン』 |                                | (2019)   |
| 2017年04月28日 | 『セシル・B/ザ・シネマ・ウォーズ』 |                                |          |
| 2017年05月04日 | 『キャット・ピープル』 |                                |          |
| 2017年05月19日 | 『イナゴの日』 |                                |          |
| 2017年05月26日 | 『1984』(1956年・アメリカ) |                                | (2019)   |
| 2017年06月02日 | 『チーム★アメリカ/ワールドポリス』 |                                |          |
| 2017年06月16日 | 『ツイン・ピークス』 |                                |          |
| 2017年06月23日 | 『ランド・オブ・ザ・デッド』 |                                | (2019)   |
| 2017年06月30日 | 『ディック・トレイシー』 |                                |          |
| 2017年07月07日 | 『エル ELLE』 |                                |          |
| 2017年09月15日 | 『ナイト・オブ・ザ・リビングデッド』 |                                |          |
| 2017年09月22日 | 『悪魔のいけにえ』 |                                |          |
| 2017年09月29日 | 『サンセット大通り』 |                                |          |
| 2017年10月06日 | 『ビートルジュース』 |                                |          |
| 2017年10月20日 | 『ホーカス・ポーカス』 |                                |          |
| 2017年10月27日 | 『ヤング・フランケンシュタイン』 |                                |          |
| 2017年11月10日 | 『2300年未来への旅』 | ディストピア映画特集           | (2019)   |
| 2017年11月24日 | 『少年と犬』 | ディストピア映画特集           | (2019)   |
| 2017年12月01日 | 『懲罰大陸★USA』 | ディストピア映画特集           | (2019)   |
| 2017年12月08日 | 『サイレント・ランニング』 | ディストピア映画特集           |          |
| 2017年12月22日 | 『ウォーリー』 | ディストピア映画特集           | (2019)   |
| 2018年01月12日 | 『マイノリティ・リポート』 | ディストピア映画特集           | (2019)   |
| 2018年01月26日 | 『スノーピアサー』 | ディストピア映画特集           | (2019)   |
| 2018年02月09日 | 『デモリションマン』 | ディストピア映画特集           | (2019)   |
| 2018年02月23日 | 『ホテルルワンダ』 | ディストピア映画特集           | (2019)   |
| 2018年03月09日 | 『カプリコン・1』 |                                |          |
| 2018年04月06日 | 『大統領の陰謀』 | ディストピア映画特集           | (2019)   |
| 2018年04月13日 | 『ボディ・スナッチャー』 | ディストピア映画特集           |          |
| 2018年04月27日 | 『ファーザーランド～生きていたヒトラー～』 |                                |          |
| 2018年05月18日 | 『レディ・プレイヤー1』 |                                | (2019)   |
| 2018年05月25日 | 『ジャンクション（1995年の映画）』 |                                | (2019)   |
| 2018年06月01日 | 『摩天楼を夢見て』 |                                |          |
| 2018年06月08日 | 『孤独な場所で』 |                                |          |
| 2018年06月22日 | 『ロスト・ハイウェイ』 |                                |          |
| 2018年06月29日 | 『エンゼル・ハート』 |                                |          |
| 2018年07月06日 | 『キラー・インサイド・ミー』 |                                |          |
| 2018年07月20日 | 『恐怖のまわり道』 |                                |          |
| 2018年09月21日 | 『氷の微笑』 |                                |          |
| 2018年09月28日 | 『トータル・リコール』 |                                | (2019)   |
| 2018年10月12日 | 『アンダー・ザ・シルバーレイク』 |                                |          |
| 2018年10月19日 | 『スリーピー・ホロウ』 |                                |          |
| 2018年11月16日 | 『恐怖城 ホワイト・ゾンビ』 |                                |          |
| 2018年11月30日 | 『マトリックス』 |                                |          |
| 2018年12月07日 | 『ヘレディタリー/継承』 |                                |          |
| 2018年12月21日 | 『ストレンジ・デイズ』 |                                |          |
| 2019年01月11日 | 『アトミック・カフェ』 |                                |          |
| 2019年01月25日 | 『13ゴースト』 |                                |          |
| 2019年02月22日 | 『1984』(1984年・アメリカ) |                                | (2019)   |
| 2019年03月01日 | 『ステップフォード・ワイフ』 |                                |          |
| 2019年03月08日 | 『マチネー/土曜の午後はキッスで始まる』 |                                |          |
| 2019年03月22日 | 『バイス』 |                                |          |
| 2019年04月05日 | 『スリーピー・ホロウ』 |                                |          |
| 2019年04月11日 | 『ザ・バニシング -消失-』 |                                |          |
| 2019年04月26日 | 『ヘザース/ベロニカの熱い日』 |                                |          |
| 2019年05月10日 | 『ハドソン・ホーク』 |                                |          |
| 2019年05月24日 | 『アップルゲイツ』 |                                |          |
| 2019年05月31日 | 『ファントム・オブ・パラダイス』(1974年・アメリカ) | ブライアン・デ・パルマ特集     |          |
| 2019年06月07日 | 『ディザスター・アーティスト』(2017年・アメリカ) |                                |          |
| 2019年06月21日 | 『ボディ・ダブル』（1984年・アメリカ） | ブライアン・デ・パルマ特集     |          |
| 2019年06月28日 | 『悪魔のシスター』（1972年・アメリカ） | ブライアン・デ・パルマ特集     |          |
| 2019年07月05日 | 『アンタッチャブル』（1987年・アメリカ） | ブライアン・デ・パルマ特集     |          |
| 2019年07月12日 | 『殺しのドレス』（1980年・アメリカ） | ブライアン・デ・パルマ特集     |          |
| 2019年09月06日 | 『ファム・ファタール』（2002年・アメリカ・フランス） | ブライアン・デ・パルマ特集     |          |
| 2019年09月20日 | 『レイジング・ケイン』（1992年・アメリカ） | ブライアン・デ・パルマ特集     |          |
| 2019年09月27日 | 『カジュアリティーズ』（1989年・アメリカ） | ブライアン・デ・パルマ特集     |          |
| 2019年10月04日 | 『ミッドナイトクロス』（1981年・アメリカ） | ブライアン・デ・パルマ特集     |          |
| 2019年10月18日 | 『パッション』（2012年・ドイツ・フランス） | ブライアン・デ・パルマ特集     |          |
| 2019年10月25日 | 『アダムス・ファミリー』(1991年・アメリカ) |                                |          |
| 2019年11月01日 | 『シェアハウス・ウィズ・ヴァンパイア』(2014年・ニュージーランド)                                                                                        |                                |          |
| 2019年11月08日 | 『ミクロの決死圏』(1966年・アメリカ) |                                |          |
| 2019年11月22日 | 『インナースペース』(1987年・アメリカ) |                                |          |
| 2019年11月29日 | 『魚が出てきた日 』(1967年・アメリカ) |                                |          |
| 2019年12月06日 | 『ローリング・サンダー』(1977年・アメリカ) |                                |          |
| 2019年12月20日 | 『ラストムービー』(1971年・アメリカ) |                                |          |
| 2019年12月27日 | 『悪魔のいけにえ2』(1986年・アメリカ) |                                |          |
| 2020年01月17日 | 『悪の法則』(2013年・アメリカ) |                                |          |
| 2020年02月07日 | 『エルム街の悪夢』(1984年・アメリカ) |                                |          |
| 2020年02月14日 | 『食人族』(1980年・イタリア) |                                |          |
| 2020年03月06日 | 『クロール・スペース』(1986年・アメリカ) |                                |          |

## 書籍
- 高橋ヨシキ 著、NHKラジオ第1「すっぴん! 」制作班 編『高橋ヨシキのシネマストリップ』（単行本（ソフトカバー））スモール出版、2017年8月25日。ISBN 978-4905158462。
- 高橋ヨシキ 著、NHKラジオ第1「すっぴん! 」制作班 編『高橋ヨシキのシネマストリップ 戦慄のディストピア編』（単行本（ソフトカバー））スモール出版、2019年4月10日。ISBN 978-4905158646。